# Guido
Guido eller Ægidius, är ett italienskt eller germanskt mansnamn, motsvarande den franska och engelska namnformen Guy. I USA används namnet nedsättande på italienskättade amerikaner. Till en början användes det generellt på amerikaner med italienskt ursprung, men sedan 1970-talet avses en yngre machismo med gangsterartad attityd. Ordet har senare börjat användas av personerna själva som tillhör de subkulturer vilka tillmälet använts mot.

## Personer med namnet Guido

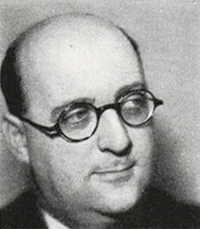
Guido Valentin, 1936.

- Guido av Arezzo, notskriftens uppfinnare
- Guido av Spoleto, flera hertigar av Spoleto
  1. Guido III av Spoleto, 800-talet, kejsare av Romerska riket
- Guido av Lusignan, kung av kungadömet Jerusalem och kungadömet Cypern
- Guido av Toscana, 900-talet, en av Marozias makar
- Guido da Siena, 1200-talet, konstnär
- Guido Cavalcanti, 1200-talet, skald
- Guido Cagnacci (1601–1663), målare
- Guido von List (1848–1919), författare
- Guido Reni (1575–1642), målare
- Guido Valentin (1895–1952), svensk journalist
- Guido Vecchi (1910–1997), svensk cellist vid Göteborgs symfoniorkester
- Guido Westerwelle (1961–2016), tysk politiker (liberal), utrikesminister, vicekansler

## Fiktiva rollfigurer
- Guido – rollfigur i den animerade filmen Bilar